# 自由的向望
《自由的向望》（英語：Freewill Of Formosa），2019年公視台語台首部自製戲劇，由三位導演鄭文堂、蘇奕瑄、朱平，以三個世代、三種觀點，藉由三部短片引領觀眾了解台灣民主化的進程。全片長90分鐘分別以「李明哲事件」、「太陽花學運」及「美麗島事件」作為故事背景，三部短片有60世代以陳菊出獄後，返家途經濱海公路，六年來首次聽到海浪聲，再度感受自由的心情的《吹海風》、40世代以318學運為背景藉由黑色喜劇的方式展現家庭間的世代衝突與差異的《家族無共識》和20世代以李明哲事件為基礎加上反送中事件，以表達年輕一代對「無故抓捕」潛在風險擔憂的《回來就好》。主題曲《路》由金曲歌手謝銘祐譜寫，本片於2019年12月22日晚上八點公視台語台播出。

## 播出時間

### 首播
| 頻道       | 所在地 | 播映日期       | 播出時間  | 備註 |
| ---------- | ------ | -------------- | --------- | ---- |
| 公視台語台 | 臺灣   | 2019年12月22日 | 晚上08:00 |      |
| 公視+      | 臺灣   | 2019年12月22日 | 晚上08:00 |      |

## 演員列表

### 回來就好
- 高伊玲 飾 李玉靜
- 陳柏智 飾 李冠民
- 廖欽亮 飾 李琦廣
- 陳柏惟 飾 訪談主持人
- 陳亞麟 飾 陳亞麟
- 蔡明修 飾 大伯
- 畢志綱 飾 二伯
- 黃心玲 飾 大伯母
- 張淑慧 飾 怡珊
- 吳峻豪 飾 怡珊丈夫
- 王瑋民、張祐豪 飾 怡珊兒子

### 家族無共識
- 李玲葦 飾 欣樺
- 林嘉俐 飾 翠如
- 吳至璿 飾 小傑
- 楊閔 飾 沛蓉
- 藍葦華 飾 永孝
- 游安順 飾 永忠
- 黃婕菲 飾 永萍
- 素完真 飾 師公
- 林景立 飾 萬金

### 吹海風
- 鄭慕岑 飾 陳菊
- 陳文彬 飾 陳智雄
- 李靜美 飾 陳菊母親
- 賈孝國 飾 審問官
- 周佳穎 飾 陳菊友人